# Sintra (Santa Maria e São Miguel, São Martinho e São Pedro de Penaferrim)
Sintra (Santa Maria e São Miguel, São Martinho e São Pedro de Penaferrim) (llamada oficialmente União das Freguesias de Sintra (Santa Maria e São Miguel, São Martinho e São Pedro de Penaferrim)) es una freguesia portuguesa del municipio de Sintra, distrito de Lisboa.

## Historia
Fue creada el 28 de enero de 2013 en aplicación de una resolución de la Asamblea de la República de Portugal promulgada el 16 de enero de 2013 con la unión de las freguesias de Santa Maria e São Miguel, São Martinho y São Pedro de Penaferrim, pasando su sede a estar situada en la antigua freguesia de Santa Maria e São Miguel.

## Demografía
| Gráfica de evolución demográfica de Sintra (Santa Maria e São Miguel, São Martinho e São Pedro de Penaferrim) entre 2011 y 2021 |
| |
| Datos según el nomenclátor publicado por el INE portugués.                                                                      |